# Manodopera
Il termine manodopera indica la forza lavorativa, prevalentemente manuale, adibita a un'attività produttiva in modo più o meno continuativo da un datore di lavoro. Per estensione si può parlare di manodopera per tutta la forza lavoro in generale, compresi gli addetti alle mansioni amministrative e impiegatizie. Sono sicuramente esclusi da tale definizione i dirigenti e i professionisti eventualmente operanti all'interno di un'impresa.
Sebbene per manodopera s'intenda definire coloro che sono addetti a un'attività lavorativa, si può comprendere in tale gruppo anche coloro che sono temporaneamente inoccupati, ma in attesa di essere assunti e impiegati.

## Formale e informale
Il lavoro formale è qualsiasi tipo di impiego strutturato e retribuito in modo formale. A differenza del settore informale dell'economia, il lavoro formale di un paese contribuisce al prodotto nazionale lordo. Il lavoro informale è il lavoro non inquadrato in un accordo formale previsto dalla legge o dalla prassi. Può essere pagato o non pagato ed è sempre non strutturato e non regolamentato. L'occupazione formale è più affidabile dell'occupazione informale. Normalmente la prima genera redditi più alti e comporta maggiori benefici e garanzie sia per gli uomini che per le donne.

### Lavoro informale
Il contributo dei lavoratori informali è immenso. Il lavoro informale si sta espandendo a livello globale, soprattutto nei paesi in via di sviluppo. Secondo uno studio di Jacques Charmes, nel 2000 il lavoro informale rappresentava il 57% dell'occupazione non agricola, il 40% dell'occupazione urbana e l'83% dei nuovi posti di lavoro in America Latina, mentre in Africa il 78% dell’occupazione non agricola, il 61% dell’occupazione urbana e il 93% dei nuovi posti di lavoro. Soprattutto dopo una crisi economica, si osserva lo spostamento dei lavoratori dal settore formale a quello informale. Questa tendenza è stata osservata dopo la crisi economica asiatica iniziata nel 1997.

### Lavoro informale e genere

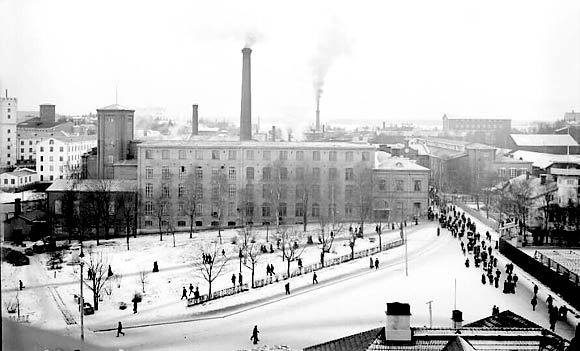
Lavoratori lasciano la fabbrica di Tampella a Tampere, in Finlandia, nel 1909.

Il genere più svantaggiato è spesso associato al lavoro informale. Le donne sono impiegate più spesso in modo informale che formale, e il lavoro informale è una fonte di occupazione complessivamente più ampia per le donne che per gli uomini. Esse contribuiscono al settore informale dell'economia attraverso occupazioni come lavoro a domicilio e vendita ambulante. Il Penguin Atlas of Women in the World mostra che negli anni '90 l'81% delle donne erano venditrici ambulanti in Benin, il 55% in Guatemala, il 44% in Messico, il 33% in Kenya e il 14% in India. 
Nei paesi in via di sviluppo il settore informale impiega mediamente il 60% delle lavoratrici. Le percentuali specifiche sono dell'84% nell'Africa subsahariana e del 58% nell'America Latina (per gli uomini rispettivamente il 63% e il 48%). In Asia sono impiegati nel settore informale il 65% delle lavoratrici e il 65% dei lavoratori. A livello globale, un’ampia percentuale di donne formalmente impiegate lavora dietro le quinte anche nel settore informale costituendo la manodopera sommersa.
Secondo uno studio della FAO del 2021, l’85% dell’attività economica in Africa è condotta nel settore informale, dove le donne rappresentano quasi il 90% della manodopera. Secondo l’analisi sull’occupazione del 2016 dell’ILO, nell’Africa subsahariana il 64% dell’occupazione informale riguarda l’agricoltura. Le donne presentano tassi di occupazione informale più elevati: il 92% delle donne rispetto all'86% degli uomini.
Il lavoro formale e informale possono essere distinti a loro volta in agricolo e non agricolo. Martha Chen e altri rilevano una stretta correlazione tra queste quattro categorie. La maggior parte del lavoro agricolo è informale; il Penguin Atlas for Women in the World lo definisce "non registrato" o "non strutturato". Secondo Martha Chen e altri, il lavoro informale costituisce il 48% del lavoro non agricolo nel Nord Africa, il 51% in America Latina, il 65% in Asia e il 72% nell’Africa subsahariana.
L’agricoltura e l’attività economica informale sono tra le più importanti fonti di sostentamento per le donne. Si stima che le donne rappresentino circa il 70% dei commercianti transfrontalieri informali e che prevalgano anche tra i proprietari di micro, piccole e medie imprese (MPMI). Le PMI sono più vulnerabili agli shock e alle perturbazioni del mercato. Per le PMI a conduzione femminileciò è spesso aggravato dalla mancanza di accesso al credito e alla liquidità finanziaria rispetto alle imprese più grandi.

## Lavoro agricolo

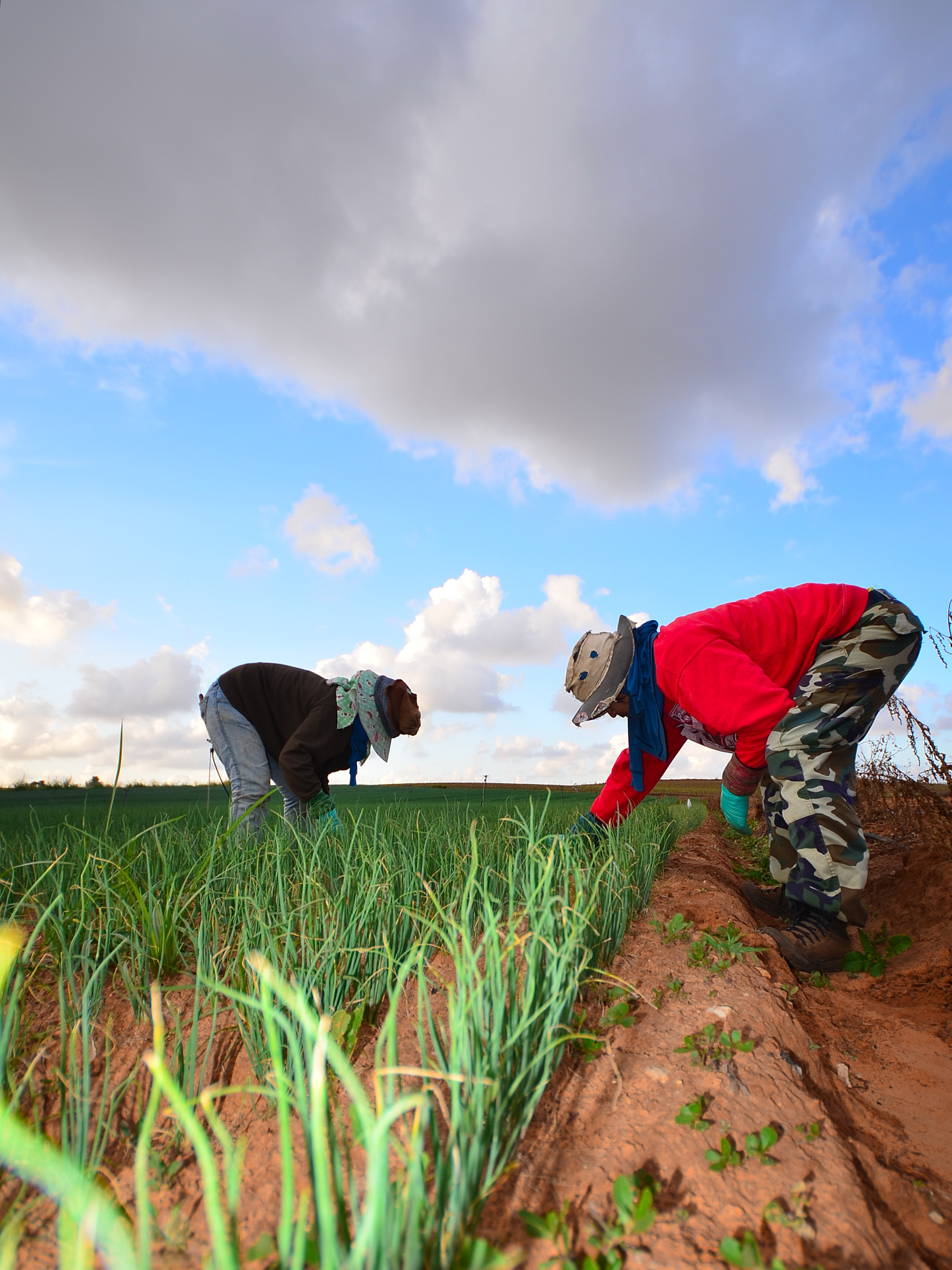
Due braccianti agricoli puliscono e raccolgono cipolle in un campo.

Un bracciante agricolo è una persona impiegata in agricoltura. Nel diritto del lavoro, il termine "lavoratore agricolo" è talvolta usato in modo più restrittivo e si riferisce solo a un lavoratore salariato coinvolto nella produzione agricola nei campi, compresa la raccolta, ma non a un lavoratore impiegato in altri lavori in fattoria, come la raccolta della frutta.
Il lavoro agricolo varia ampiamente a seconda del contesto, del grado di meccanizzazione e della coltura. In paesi come gli USA, dove c’è un calo di cittadini statunitensi che lavorano nelle aziende agricole, per colture ad alta intensità di manodopera, come frutta e verdura, viene reclutata la forza lavoro qualificata temporanea o itinerante proveniente dall’estero. I lavoratori aggricoli sono spesso la prima categoria colpita dagli impatti sulla salute dei problemi ambientali legati all'agricoltura, come l'effetto di pesticidi o l'insorgenza di altri problemi sanitari come la coccidioidomicosi. Per affrontare i problemi ambientali, quelli legati all’immigrazione e le condizioni di lavoro marginali, i lavoratori agricoli organizzano o sosyengono molti movimenti per i diritti del lavoro e la giustizia ambientale ed economica.

## Pagati e non pagati
Anche il lavoro retribuito e non retribuito sono strettamente correlati al lavoro formale e informale. Alcuni lavori informali non sono retribuiti o pagati in nero. Il lavoro non retribuito può essere quello svolto a casa a favore della famiglia, come assistenza all'infanzia, o il lavoro quotidiano abituale effettivo che non è ricompensato monetariamente, come il lavoro nei campi. I lavoratori non retribuiti hanno un reddito pari a zero e, sebbene il loro contributo sia prezioso, è difficile stimarne il vero valore. Il dibattito è ancora aperto. Uomini e donne tendono a lavorare in settori diversi dell’economia, indipendentemente dal fatto che il loro lavoro sia retribuito o non retribuito. Le donne si concentrano nel settore dei servizi, mentre gli uomini nel settore industriale.

### Lavoro non retribuito e genere
Nei posti di lavoro che generano reddito le donne di solito lavorano meno ore rispetto agli uomini. Spesso svolgono lavori domestici non retribuiti, e in tutto il mondo su donne e ragazze ne ricade un peso ingente.
Secondo il Penguin Atlas of Women in the World, pubblicato nel 2008, in Madagascar le donne dedicano ai lavori domestici 20 ore settimanali, mentre gli uomini solo due, In Messico le donne 33 ore e gli uomini 5 ore, in Mongolia le donne 27 e gli uomini 12. In Spagna le donne vi dedicano 26 ore, mentre gli uomini 4 ore. Solo nei Paesi Bassi gli uomini impiegano in attività domestiche o in lavoro in casa il 10% in più di tempo rispetto alle donne.
Il Penguin Atlas of Women in the World afferma inoltre che nei paesi in via di sviluppo, a differenza degli uomini, le donne e le ragazze trascorrono una notevole quantità di tempo settimanalmente per andare a prendere l’acqua. Ad esempio, in Malawi le donne ci mettono 6,3 ore a settimana, mentre gli uomini 43 minuti, le ragazze 3,3 ore, mentre i ragazzi 1,1 ore. Anche se sia le donne che gli uomini dedicano del tempo ai lavori domestici e ad altre attività non retribuite, anche questo lavoro è caratterizzato da un determinato genere.

### Congedo per malattia e genere
Nel Regno Unito, nel 2014, due terzi dei lavoratori in congedo per malattia di lunga durata erano donne, nonostante costituissero solo la metà della manodopera, anche escludendo il congedo di maternità.

## Globalizzazione del mercato del lavoro
L’offerta globale di lavoro è quasi raddoppiata in termini assoluti tra gli anni ’80 e l’inizio degli anni 2000, e per metà tale crescita si deve all’Asia. Allo stesso tempo il tasso di entrata di nuovi lavoratori nel mondo occidentale cominciò a diminuire. Al bacino crescente di manodopera globale i datori di lavoro delle economie più avanzate accedono attraverso vari metodi, tra cui le importazioni di beni, la delocalizzazione della produzione e l’immigrazione. L’arbitraggio globale del lavoro (la pratica di accedere ai lavoratori a basso costo provenienti da tutte le parti del mondo) è in parte il risultato di questa enorme crescita della manodopera. Mentre la maggior parte dell’aumento di questa offerta di lavoro globale in termini assoluti consiste in lavoratori meno istruiti (senza istruzione superiore), l’offerta di lavoratori con un’istruzione superiore è aumentata nello stesso periodo di circa il 50%. Dal 1980 al 2010 la manodopera globale è cresciuta da 1,2 a 2,9 miliardi di persone. Secondo un rapporto del 2012 del McKinsey Global Institute, ciò è stato causato principalmente dai paesi in via di sviluppo, dove si è verificata una transizione “dalla fattoria alla fabbrica”. I posti di lavoro non agricoli sono cresciuti dal 54% nel 1980 a quasi il 73% nel 2010. Questa industrializzazione ha fatto uscire dalla povertà circa 620 milioni di persone e ha contribuito allo sviluppo economico di Cina, India e altri paesi.
Con la “vecchia” divisione internazionale del lavoro, fino al 1970 circa, le aree sottosviluppate venivano incorporate nell’economia mondiale principalmente come fornitori di minerali e di materie prime agricole. Ma man mano che le economie in via di sviluppo si fondono nell’economia mondiale, la produzione in esse cresce. Ciò porta a una tendenza di trasferimento, o a quello che è anche noto come "spostamento industriale globale", in cui i processi produttivi vengono trasferiti dai paesi sviluppati (come gli Stati Uniti, i paesi europei e il Giappone) ai paesi in via di sviluppo in Asia (come Cina, Vietnam e India), Messico e America Centrale. Questo perché le aziende cercano i luoghi più economici per produrre e assemblare componenti, quindi le fasi del processo produttivo a basso costo e ad alta intensità di manodopera vengono spostate nei paesi in via di sviluppo dove i costi sono notevolmente inferiori.
Ma non solo i processi produttivi vengono spostati verso i paesi in via di sviluppo. La crescita dell’outsourcing offshore di servizi IT (come lo sviluppo offshore di software personalizzato e l’outsourcing dei processi aziendali) è legata alla disponibilità di grandi quantità di infrastrutture di comunicazione affidabili e convenienti in seguito all’espansione delle telecomunicazioni e di Internet della fine degli anni ’90.